# Gara Arcuș
Gara Arcuș este o stație de cale ferată care deservește comuna Arcuș, județul Covasna, România.